# Лејк Алманор Пенинсула (Калифорнија)
Лејк Алманор Пенинсула (енгл. Lake Almanor Peninsula) насељено је место без административног статуса у америчкој савезној држави Калифорнија.

## Демографија
По попису из 2010. године број становника је 356, што је 20 (6,0%) становника више него 2000. године.
| Група             | 2000.       | 2010.       |
| Белци             | 309 (92,0%) | 322 (90,4%) |
| Афроамериканци    | 0 (0,0%)    | 0 (0,0%)    |
| Азијати           | 0 (0,0%)    | 0 (0,0%)    |
| Хиспаноамериканци | 19 (5,7%)   | 22 (6,2%)   |
| Укупно            | 336         | 356         |